# 黑眼先鸫鹛
黑眼先鸫鹛（学名：Turdoides sharpei），是雀形目噪鹛科的一种鸟类。
黑眼先鸫鹛体重约79.3克，翼长约112.2毫米，嘴峰长约23毫米，喙宽度约4.4毫米，喙厚度约6.4毫米，跗蹠长约36.2毫米，尾长约108.7毫米。黑眼先鸫鹛在其分布区内为留鸟，其栖息在半开放的中等高度的林地中，食性为肉食性，主要食物来源是陆生无脊椎动物。

## 亚种
- ：分布于刚果河东岸至肯尼亚西部和坦桑尼亚西部。
- ：分布于肯尼亚中部。[4]